# Nikola Eterović
Nikola Eterović (ur. 20 stycznia 1951 w Pučišci) – chorwacki duchowny rzymskokatolicki, doktor nauk misyjnych, dyplomata watykański, arcybiskup ad personam, nuncjusz apostolski na Ukrainie w latach 1999–2004, sekretarz generalny Synodu Biskupów w latach 2004–2013, nuncjusz apostolski w Niemczech od 2013.

## Życiorys
26 czerwca 1977 otrzymał święcenia kapłańskie i został inkardynowany do diecezji Hvar. W 1977 rozpoczął przygotowanie do służby dyplomatycznej na Papieskiej Akademii Kościelnej.
22 maja 1999 został mianowany przez Jana Pawła II nuncjuszem apostolskim na Ukrainie oraz biskupem tytularnym diecezji sisackiej.
Sakry biskupiej 10 lipca 1999 udzielił mu Sekretarz Stanu kardynał Angelo Sodano.
11 lutego 2004 został mianowany Sekretarzem Generalnym Synodu Biskupów. W 2009 w związku z reaktywacją diecezji sisackiej, papież Benedykt XVI zmienił mu stolicę tytularną na Cibalae.
Od 21 września 2013 nuncjusz apostolski w Niemczech.

## Odznaczenia
- Order Księcia Branimira (1995)[1]